# 若爾尼夫
50°31′6″N 25°56′49″E / 50.51833°N 25.94694°E
若爾尼夫（烏克蘭語：Жорнів），是烏克蘭的村落，位於該國西北部羅夫諾州，由杜布諾區負責管轄，始建於1560年，面積0.21平方公里，海拔高度194米，2001年人口501，人口密度每平方公里2,420.3人。